# پریش باتون روژ غربی (لوئیزیانا)
وست باتون رو پریش (به انگلیسی: West Baton Rouge Parish) یک قصبه در ایالات متحده آمریکا است که در لوئیزیانا واقع شده‌است.

## خصوصیات
وست باتون رو پریش ۵۲۸٫۳۶ کیلومترمربع مساحت دارد.